# Ozarba fumosa
Ozarba fumosa är en fjärilsart som beskrevs av Emilio Berio 1940. Ozarba fumosa ingår i släktet Ozarba och familjen nattflyn. Inga underarter finns listade i Catalogue of Life.